# Literature-Klasse
Die Literature-Klasse (auch Literary-Klasse) ist eine aus drei Einheiten bestehende Klasse von Doppelendfähren der Reederei CalMac Ferries in Gourock.
Die Schiffe gehören Caledonian Maritime Assets in Port Glasgow, die sie auch bereedern. Eingesetzt werden sie von CalMac Ferries im Liniendienst auf verschiedenen Strecken.

## Geschichte
Zwei Einheiten der Klasse wurden Anfang November 2011 bei der Werft Ferguson Shipbuilders (später Ferguson Marine Engineering) in Port Glasgow bestellt. Eine dritte Einheit wurde im September 2014 bestellt. Das Auftragsvolumen der ersten beiden Fähren betrug £ 22 Mio., die Baukosten der dritten Fähre betrug £ 12,3 Mio. Der Bau der Schiffe wurde von der schottischen Regierung und dem European Regional Development Fund finanziell unterstützt. Der Entwurf der Fähren stammte vom britischen Schiffsarchitekturbüro SeaTec. Der Bau der Fähren begann mit dem ersten Stahlschnitt am 30. Januar 2012.
Die Fähren gelten als die ersten seegängigen Fähren mit einem dieselelektrischen Hybridantrieb. Sie sollen dazu beitragen, die durch Transporte erzeugten Emissionen in Schottland zu senken. Die Hallaig wurde 2014 und die Catriona wurde 2016 mit dem „Electric & Hybrid Marine Awards“ in der Kategorie „Electric & Hybrid Propulsion System of the Year“ ausgezeichnet.

## Beschreibung
Die Schiffe sind mit einem Hybridantrieb aus dieselelektrischem Antrieb und Akkumulatoren ausgerüstet. An den beiden Enden der Fähren ist jeweils ein von einer permanenterregten Gleichstrommaschine mit jeweils 375 kW Leistung angetriebener Voith-Schneider-Propeller installiert. Für die Stromversorgung stehen drei von Volvo-Penta-Dieselmotoren (Typ: D13MG) mit jeweils 332 kW Leistung angetriebene Stamford-Generatoren mit jeweils 368 kVA Scheinleistung sowie Lithium-Ionen-Akkumulatorbänke mit jeweils 350 kWh zur Verfügung. Außerdem wurde ein Notgenerator verbaut. Der Strom für die Antriebsmotoren wird von den Dieselgeneratoren bereitgestellt. Im Normalbetrieb werden nicht alle Dieselgeneratoren parallel benötigt. Die Dieselmotoren können an den Anlegern abgestellt werden. Der Strombedarf für den Bordbetrieb wird von den Akkumulatoren bereitgestellt, die auch Verbrauchsspitzen der Antriebsmotoren abfangen können. Die Akkumulatoren werden über Nacht geladen. Ziel ist es, die Akkumulatoren mit Strom aus regenerativen Quellen zu laden. Die Antriebe sind redundant aufgebaut und in getrennten Maschinenräumen untergebracht.
Die Fähren verfügen über ein durchlaufendes Fahrzeugdeck mit drei Fahrspuren. Auf dem 306 m² großen Fahrzeugdeck stehen 112,5 Spurmeter zur Verfügung. Die nutzbare Höhe beträgt 5,1 Meter. An beiden Enden der Fähren befinden sich herunterklappbare Rampen. Das Fahrzeugdeck ist mittig von den Decksaufbauten überbaut. Hier befinden sich Räume für die Besatzung und Betriebsräume sowie das darauf aufgesetzte Steuerhaus. Auf einer Seite der Schiffe befindet sich auf dem Hauptdeck ein Aufenthaltsraum mit Sitzgelegenheiten für Passagiere sowie darüber teilweise offene Deckbereiche mit weiteren Sitzgelegenheiten. Auf der anderen Seite der Schiffe befinden sich seitlich verschiedene Lager, technische Betriebsräume und Versorgungsschächte.

## Schiffe
| Literature-Klasse | Literature-Klasse | Literature-Klasse | Literature-Klasse                                    | Literature-Klasse  |
| Bauname           | Baunummer         | IMO-Nummer        | Kiellegung Stapellauf Ablieferung                    | Strecke            |
| ----------------- | ----------------- | ----------------- | ---------------------------------------------------- | ------------------ |
| Hallaig           | 725               | 9652832           | 24. Februar 2012 17. Dezember 2012 31. Oktober 2013  | Sconser–Raasay     |
| Lochinvar         | 726               | 9652844           | 4. Mai 2012 23. Mai 2013 6. Mai 2014                 | Tarbert–Portavadie |
| Catriona          | 727               | 9759862           | 28. Januar 2015 11. Dezember 2015 16. September 2016 | Claonaig–Lochranza |

Die Schiffe fahren unter der Flagge des Vereinigten Königreichs. Heimathafen ist Glasgow.
Benannt sind die Schiffe nach Werken schottischer Schriftsteller:
- die Hallaig nach dem gleichnamigen Gedicht von Sorley MacLean,[20][16]
- die Lochinvar nach dem Gedicht Young Lochinvar aus dem Epos Marmion von Walter Scott,[21]
- die Catriona nach dem gleichnamigen Roman von Robert Louis Stevenson.[22]